# Argopeni (Sumberejo)
Argopeni is een bestuurslaag in het regentschap Tanggamus van de provincie Lampung, Indonesië. Argopeni telt 2412 inwoners (volkstelling 2010).